# 王烱
王炯（1515年—？），字幼明，號闇斋，貴州清平衛官籍浙江紹興府嵊縣人，明朝政治人物。

## 生平
嘉靖十六年（1537年）丁酉科貴州鄉試第五名舉人，十七年（1538年）聯捷戊戌科會試第二百六十三名，三甲第六十一名進士。授南部縣知縣，遷興化府同知。

## 著作
著有《暗齋詩稿》。

## 家族
曾祖王聚，都指揮僉事 贈鎮國將軍都指揮同知；祖父王漳，知縣 封監察御史；父王木，按察司僉事。母孫氏（封孺人）。重庆下。從兄王承祖（指挥使）。